# Connected (album de Stereo MC's)
Pour les articles homonymes, voir Connected (homonymie).
Albums de Stereo MC's
Supernatural
(1990) DJ-Kicks
(2000)
Connected est un album de Stereo MC's, sorti en 1992.

## L'album
Succès international, Q le classe en 2000 à la 52e place des 100 meilleurs albums britanniques de tous les temps. Il remporte le Brit Awards 1994 du meilleur album britannique. Il atteint en 1993 la 1re place des charts et la 92e du Billboard 200. Il fait partie des 1001 albums qu'il faut avoir écoutés dans sa vie.

### Titres
Tous les titres sont de Robert Birch et Nicholas Hallam, sauf mentions. 
1. Connected (en) (Birch, Hallam, H.W. Casey, Richard Finch) (5:14)

- Sample : Let Me (Let Me Be Your Lover) de Jimmy Horne

1. Ground Level (4:13)
2. Everything (Birch, Hallam, James L. Worthy) (3:47)
3. Sketch (Birch, Hallam, Tuzé DeAbreu) (5:44)

- Sample : Passarinho de Gal Costa

1. Fade Away (4:25)
2. All Night Long (4:07)
3. Step It Up (5:01)
4. Playing With Fire (4:20)

- Sample : Opportunities (Let's Make Lots of Money) des Pet Shop Boys

1. Pressure (3:50)
2. Chicken Shake (3:50)
3. Creation (5:03)
4. The End (Birch, Hallum, Carole King, Toni Stern) (3:47)

### Musiciens
- Robert Charles Birch (Rob B.) : voix
- Nick Hallam (The Head) : DJ
- Ian Frederick Rossiter (Owen If) : batterie, percussions
- Cath Coffey, Veronica Davies, Andrea Groves, Mica Paris : chorale
- James Hallawell : claviers, orgue
- Paul O. Kane, Matthew Seligman : basse
- Chicu Modu : saxophone
- Ivan Hussey, Johnny T., Anya Ulman : cordes
- Kick Horns : cuivre